# Charles Tomlinson Griffes
Charles Tomlinson Griffes (ur. 17 września 1884 w Elmirze w stanie Nowy Jork, zm. 8 kwietnia 1920 w Nowym Jorku) – amerykański kompozytor.

## Życiorys
Jako dziecko pobierał lekcje fortepianu od swojej siostry Katherine, następnie był uczniem Mary Seleny Broughton. Dzięki udzielonemu przez Broughton wsparciu finansowemu wyjechał do Berlina, gdzie uczył się w Stern’sches Konservatorium u Ernsta Jedliczki i Gottfrieda Galstona (fortepian), Philippe’a Rufera i Engelberta Humperdincka (kompozycja) oraz Maxa Lowengarda i Wilhelma Klattego (kontrapunkt). Po powrocie do Stanów Zjednoczonych pracował w latach 1907–1920 jako nauczyciel w Hackley School w Tarrytown. Pisał utwory na zamówienie zespołu Ballet-Intime. Zmarł na skutek komplikacji wywołanych grypą.

## Twórczość
Wczesne kompozycje Griffesa nawiązywały do tradycji niemieckiego romantyzmu. W dojrzałym okresie swojej twórczości zaliczał się wraz z Johnem Aldenem Carpenterem, Edwardem Burlingamem Hillem i Frederickiem Converse’em do grupy amerykańskich impresjonistów. W kompozycjach takich jak pantomima Sho-jo czy utwór na orkiestrę The Pleasure-Dome of Kubla Khan wprowadzał wątki orientalne. W utworach pisanych pod koniec życia zaczął wprowadzać elementy dysonansowe, zbliżając się w stronę muzyki atonalnej. Stylistycznie dzieła te wykazują podobieństwo do utworów pisanych w tym czasie przez Schönberga i Skriabina.

## Wybrane kompozycje
(na podstawie materiałów źródłowych)

### Utwory sceniczne
- dramat taneczny The Kairn of Koridwen na flet, 2 klarnety, 2 rogi, harfę, czelestę i fortepian (1916)
- pantomima Sho-jo na flet, obój, klarnet, bębny chińskie, tam-tam, kotły i kwartet smyczkowy (1917)
- balet The White Peacock (wyst. Nowy Jork 1919)
- festiwal dramatyczny Salut au monde na flet, klarnet, róg, puzon, kotły, bębny i harfę (1919)

### Utwory orkiestrowe
- Ouverture (ok. 1905)
- Symphonische Phantasie (1907)
- The Pleasure-Dome of Kubla Khan (1917)
- Notturno (1918)
- Poem na orkiestrę i flet solo (1918)
- Bacchanale (1919)
- Clouds (1919)

### Utwory kameralne
- Movement B-dur na kwartet smyczkowy (1903)
- 3 Tone-Pictures na instrumenty dęte drewniane i harfę (1915)
- Komori uta, noge no yama na flet, klarnet, harfę, 2 skrzypiec, wiolonczelę i kontrabas (ok. 1917)
- Vivace (Allegro assai quasi presto) na kwartet smyczkowy (1917)
- 2 Sketches Based on Indian Themes na kwartet smyczkowy (1918–1919)
- Allegro energico ma maestoso na kwartet smyczkowy (1919)

### Utwory fortepianowe
- 6 Variations (1898)
- Mazurka (1898–1900)
- 4 Preludes (1899–1900)
- 5 sonat (I f-moll ok. 1904, II Des-dur ok. 1910, III Des-dur ok. 1911, IV Fis-moll ok. 1912, V 1917–1918)
- 3 Tone Pictures (1910–1912)
- 8 Fantasy Pieces (1912–1915)
- Roman Sketches: The White Peacock (1915)
- Nightfall (1916)
- The Fountain of the Acqua Paola (1916)
- Clouds (1916)

### Pieśni
- Tone-Images (1914)
- Four Impressions (1915)
- Five Poems of Ancient China and Japan (1917)
- 2 Poems (1917–1918)
- 3 Poems of Fiona MacLeod (1918)